# بيتري بوبا
بيتري بوبا (بالرومانية: Petre Popa)‏ هو كاتب مولدوفي، ولد في 7 مايو 1958 في Tătărăuca Veche ‏ في مولدوفا.